# Captura de Mannheim
La captura de Mannheim tuvo lugar el 2 de noviembre de 1622 por el ejército hispano-imperial comandado por Johan Tzerclaes, conde de Tilly, contra las tropas protestantes bajo el mando del inglés sir Horace Vere durante la Guerra de los Treinta Años.

## Antecedentes
En septiembre de 1620, las tropas hispano-imperiales dirigidas por el conde de Tilly y por Gonzalo Fernández de Córdoba invadieron y conquistaron el Bajo Palatinado. La guarnición protestante al mando de sir Horace Vere mantuvo las ciudades de Frankenthal, Mannheim y Heidelberg, pero el resto del Palatinado cayó en manos españolas.
El 19 de septiembre de 1622, el ejército hispano-imperial derrotó a las tropas protestantes de sir Gerard Herbert en Heidelberg, y el ejército católico continuó la conquista de la ciudad.

## Asedio de Mannheim
Los españoles continuaron su progreso hacia Mannheim. La ciudad estaba defendida por las tropas anglo-alemanas protestantes comandadas por Horace Vere. El conde de Tilly sometió a Mannheim a un asedio, y las fuerzas hispano-imperiales derrotaron rápidamente a las tropas protestantes. La ciudad fue conquistada por los españoles, y Vere con unos pocos cientos de sus hombres, se retiraron a la ciudadela. Finalmente, y sin la esperanza de recibir refuerzos, Vere se vio obligado a capitular. Sólo Frankenthal permaneció bajo el control de los protestantes comandados por sir John Burroughs, pero fue tomada un año más tarde por las tropas españolas bajo el mando de Guillermo Verdugo.

## Consecuencias

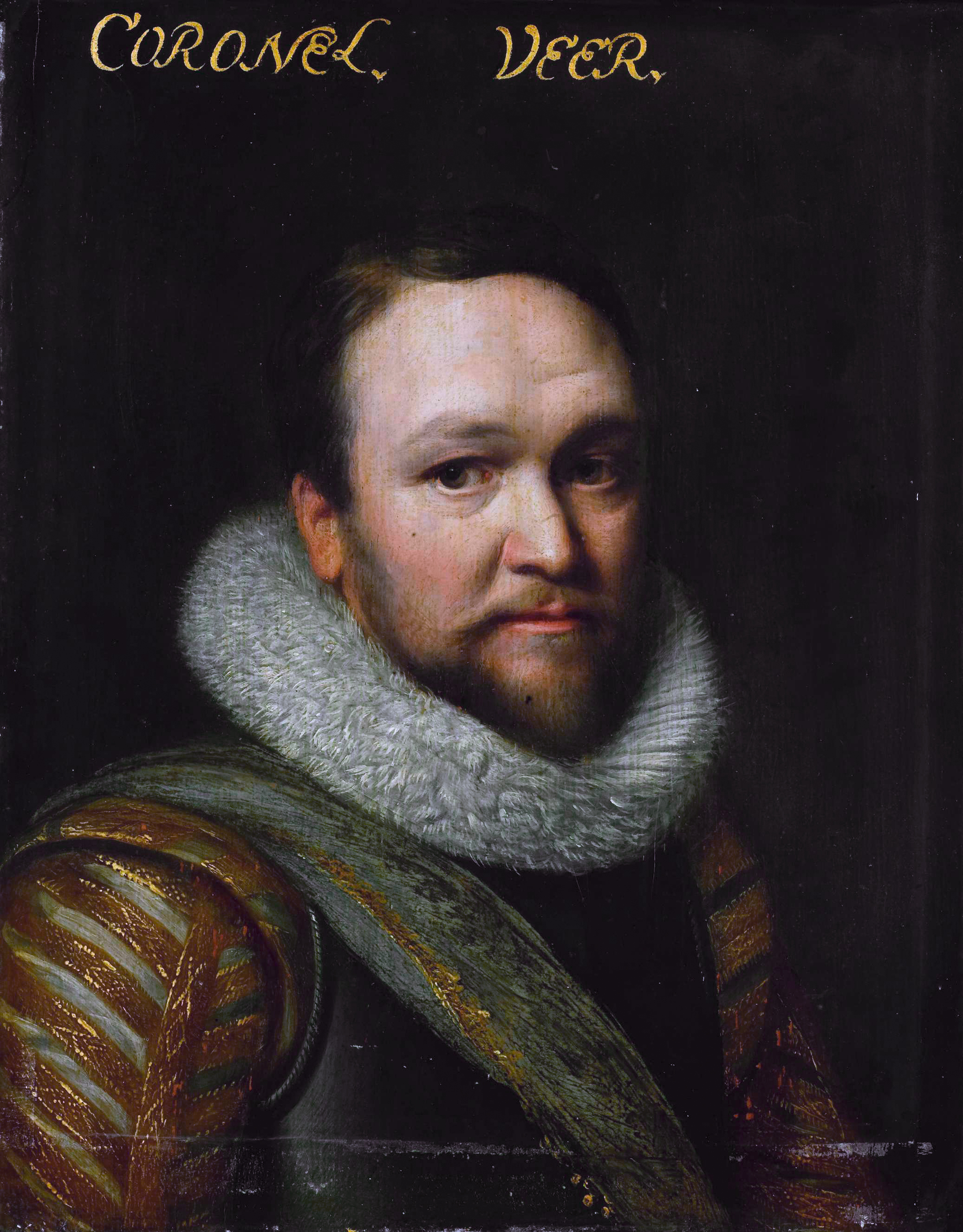
Sir Horace Vere, por Michiel van Mierevelt

El coraje demostrado por Horace Vere contra grandes adversidades se reconoció en Inglaterra cuando el general regresó a principios de febrero de 1623, incluso aunque su tesoro no pagara en su totalidad sus sueldos y gastos. El 16 de febrero de 1623, fue nombrado Maestro General de la Artillería de por vida, y se convirtió en miembro del Consejo de Guerra el 20 de julio de 1624.
En 1624, Vere se trasladó una vez más a La Haya para ser el segundo del príncipe Mauricio de Orange en la defensa de la importante fortaleza de Breda, asediada desde agosto por los españoles al mando de Ambrosio Spinola.
La ciudad permanecería en poder católico hasta su toma en 1632 por el ejército sueco.